# Nagy sarkantyúspityer
A nagy sarkantyúspityer (Macronyx capensis) a madarak osztályának verébalakúak (Passeriformes) rendjébe és a billegetőfélék (Motacillidae) családjába tartozó faj.

## Rendszerezése
A fajt Carl von Linné svéd természettudós írta le 1766-ban, az Alauda nembe Alauda capensis néven.

## Alfajai
- Macronyx capensis capensis (Linnaeus, 1766)
- Macronyx capensis colletti Schou, 1908[2]

## Előfordulása
Afrika déli részén, Botswana, a Dél-afrikai Köztársaság déli és keleti részén, valamint Lesotho, Mozambik, Szváziföld és Zimbabwe területén honos. Természetes élőhelyei a szubtrópusi és trópusi gyepek, cserjések, tengerpartok, valamint legelők és szántóföldek. Állandó, nem vonuló faj.

## Megjelenése
Testhossza 21 centiméter, testtömege 40-55 gramm.

## Természetvédelmi helyzete
Az elterjedési területe nagyon nagy, egyedszáma pedig stabil. A Természetvédelmi Világszövetség Vörös listáján nem fenyegetett fajként szerepel.